# Karin Karlsbro
Karin Sonja Charlotta Karlsbro, née le 23 septembre 1970, est une femme politique suédoise.
Membre des Libéraux, elle siège au Parlement européen depuis 2019. 

## Biographie
Son exclusion du groupe Renew au Parlement européen est envisagée en 2022 à la suite de la participation de son parti en Suède à une coalition incluant l'extreme droite.